# Znaczek paszportowy
Znaczek paszportowy – podobny do znaczka pocztowego albo skarbowego dowód wniesienia stosownej opłaty, w tym wypadku opłaty paszportowej będącej rodzajem podatku, służącego do pokrycia kosztów wyprodukowania książeczki paszportowej oraz kosztów wystawienia paszportu (albo wkładki paszportowej).
Znaczki paszportowe stosowane były w różnych krajach, w różnych okresach. Np. brytyjski znaczek paszportowy z pierwszej połowy XX wieku z wizerunkiem panującego wówczas (1910–1936) Jerzego V Windsora kosztujący 1 funta miał odcień brązowy z czarnym nadrukiem PASSPORT w dolnej części.
W Polsce znaczki paszportowe stosowano po roku 1945 do czasu transformacji ustrojowej w 1989; przed wojną dowodem wniesienia opłaty paszportowej był stempel z odręcznym wpisem urzędnika wystawiającego paszport.
Polskie znaczki paszportowe drukowane były w kilku nominałach, uwzględniających aktualnie obowiązujące opłaty paszportowe: niższe do tzw. "wkładek paszportowych", wyższe do zwykłych paszportów; ulgowe dla uczniów i studentów, "normalne" dla osób pracujących.
Wniesienie opłaty paszportowej poprzez naklejenie znaczków paszportowych było pierwotnie warunkiem wydania paszportu (zakupiony przez posiadacza paszportu znaczek naklejano już w biurze paszportowym przy komendzie milicji). W późniejszych latach paszporty wydawane były bez potrzeby natychmiastowego zakupienia i wklejenia znaczków, wklejenie ich jednak było warunkiem przekroczenia granicy Polski: służby graniczne miały obowiązek postawić w paszporcie swój stempel tak, aby widoczne było skasowanie znaczków po to, by uniemożliwić powtórne ich użycie w innym paszporcie.

## Zdjęcia

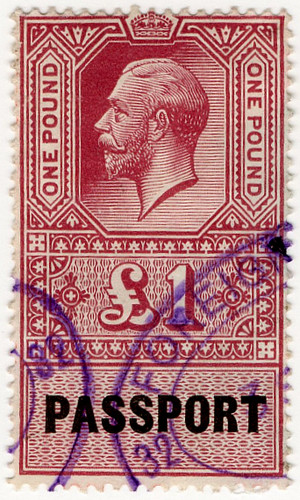
Brytyjski znaczek paszportowy
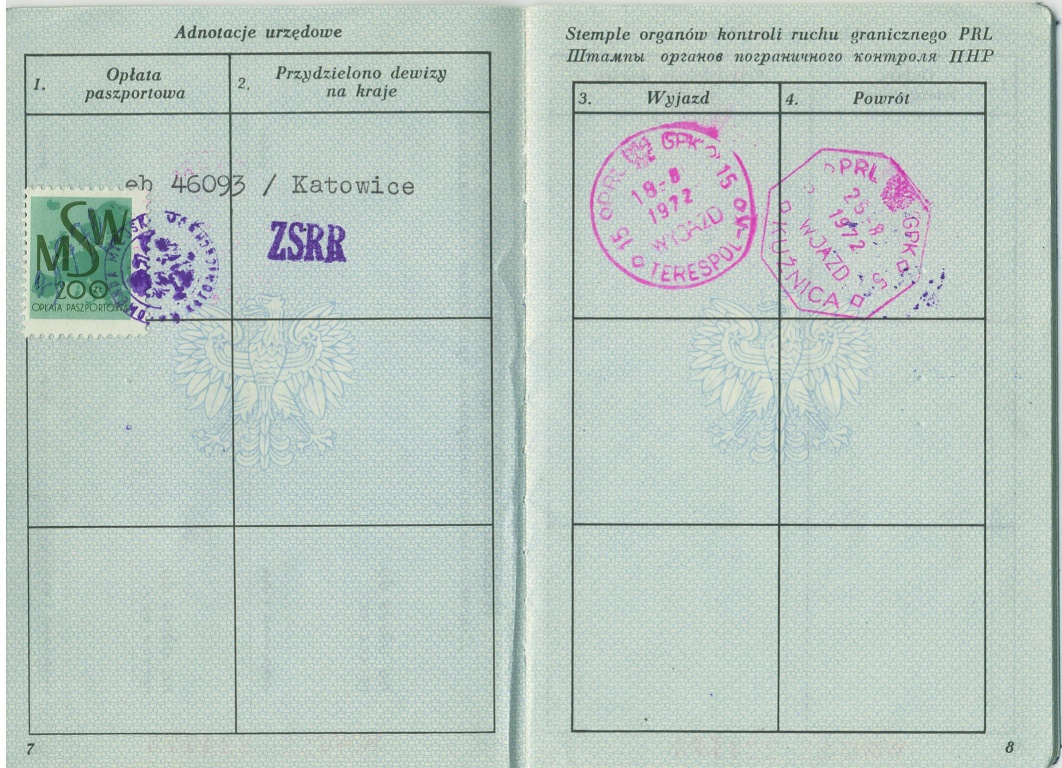
znaczek we wkładce paszportowej z 1972
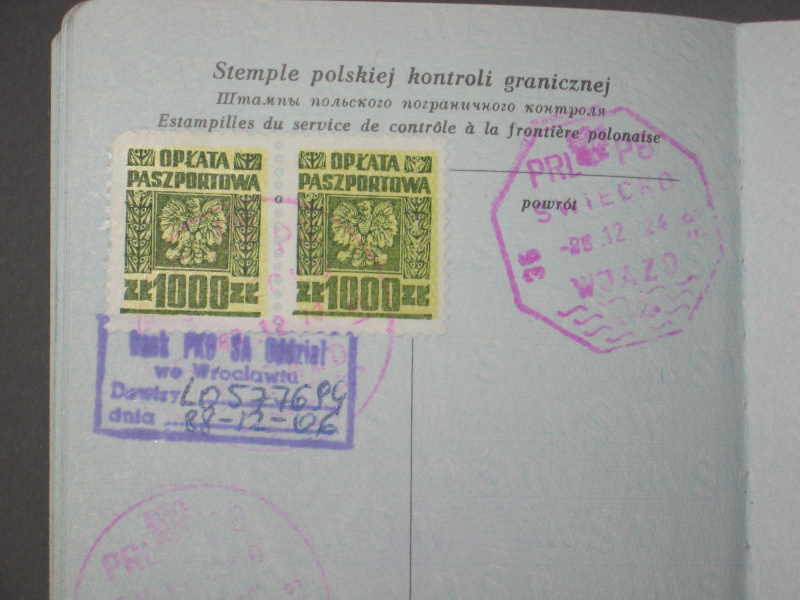
znaczki w paszporcie z 1988
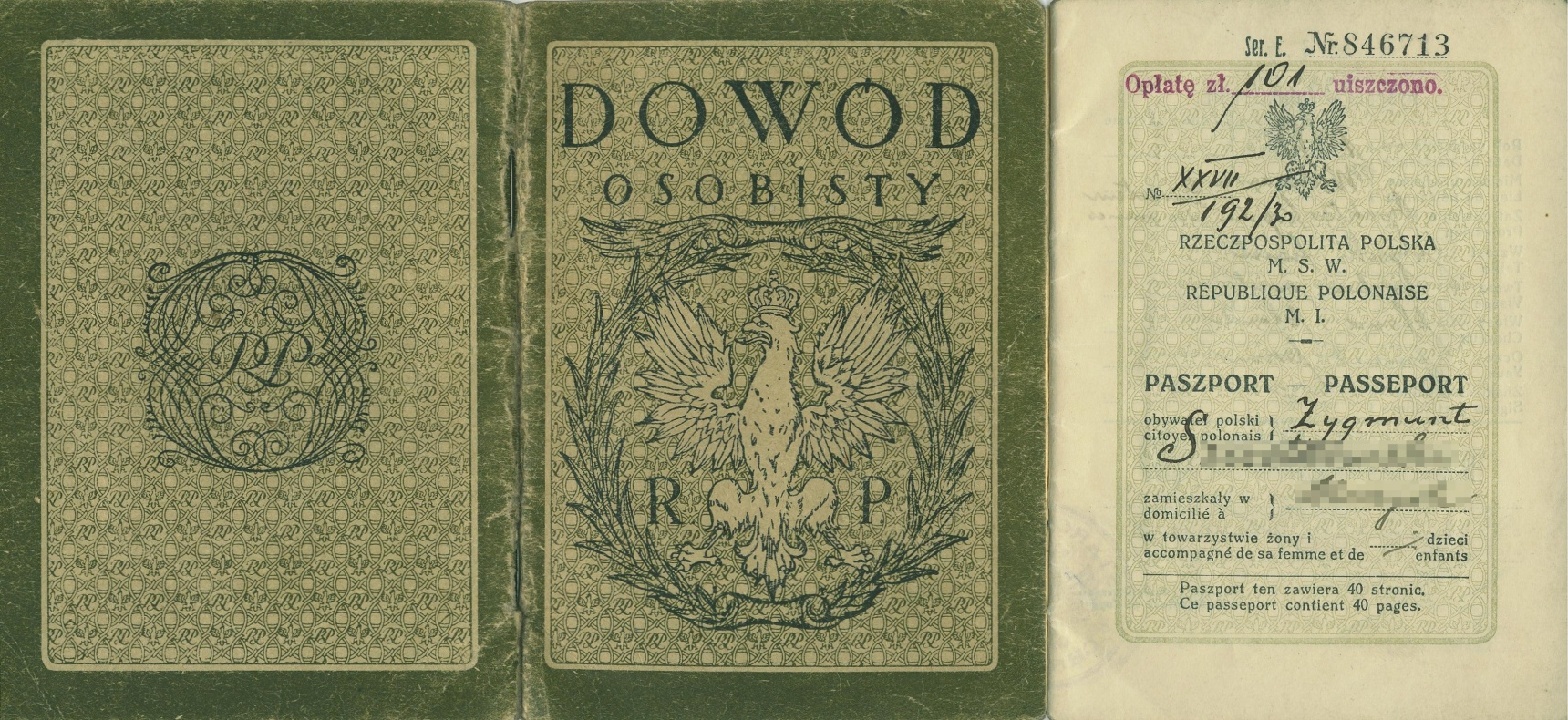
Polski dowód osobisty/paszport z 1930; u góry str. 1 czerwony stempel: "opłatę zł 101 uiszczono"